# 972

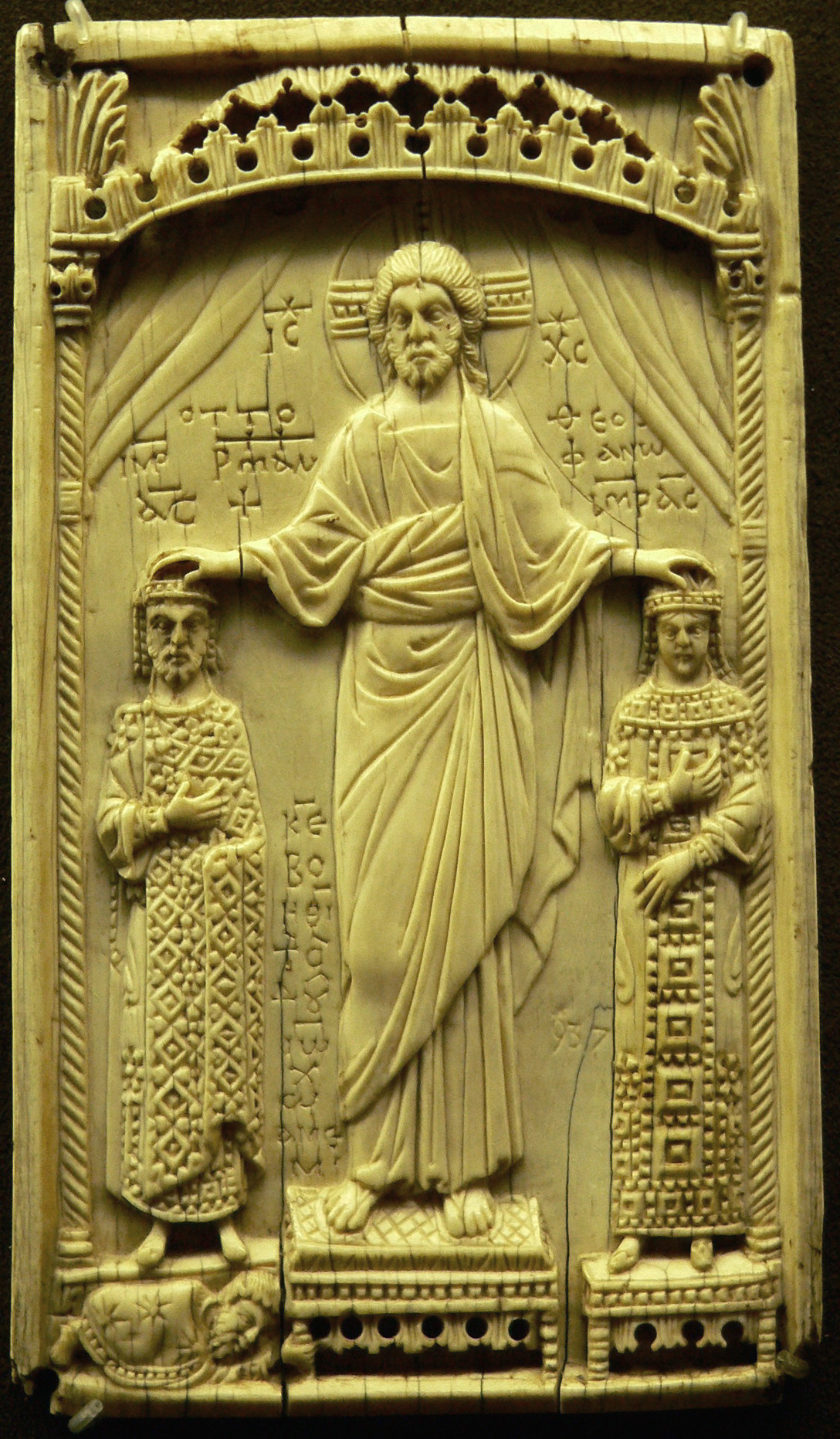
Keizer Otto II (links) en Theophanu worden beiden gezalfd door paus Johannes XIII.

Het jaar 972 is het 72e jaar in de 10e eeuw volgens de christelijke jaartelling.

## Gebeurtenissen

### Byzantijnse Rijk
- Voorjaar - Keizer Johannes I (Tzimiskes) verdeelt de veroverde oostelijke Bulgaarse gebieden (onlangs nog in handen van het Kievse Rijk), in zes nieuwe Byzantijnse themata. Hij richt zich daarna op het Oosten tegen het kalifaat van de Abbasiden. In de zomer begint Johannes een militaire campagne in Mesopotamië (huidige Irak). Hij stuurt een Byzantijns expeditieleger naar Macedonië en verjaagt de Zuidelijke Slaven in Thracië.[1]
- Johannes I (Tzimiskes) deporteert verschillende Bulgaarse edelen (bojaren) en hun families. Hij vestigt hen in Constantinopel en in themata in Anatolië (huidige Turkije) – waar ze stukken land krijgen. Velen weten zich omhoog te werken door hoge posities te bekleden. Op deze manier wordt de Bulgaarse adel beroofd van hun oorspronkelijke leiders.[2]

### Europa
- Voorjaar - Grootvorst Svjatoslav I wordt tijdens de terugtocht van een slecht verlopen veldtocht op de Balkan door de Petsjenegen in een hinderlaag gelokt en gedood in zijn poging om de rivier de Dnjepr over te steken. Hij wordt opgevolgd door zijn oudste zoon Jaropolk I als heerser (knjaz) van het Kievse Rijk. Volgens een Slavische kroniek is na de overwinning door de Petsjenegen van Svjatoslav's schedel een drinkbeker gemaakt.
- 14 april - De 16-jarige Otto II ("de Rode"), mede-heerser en een zoon van keizer Otto I ("de Grote"), trouwt met de 12-jarige Byzantijnse prinses Theophanu (een aangetrouwde nicht van Johannes I). Ze wordt in Rome door paus Johannes XIII tot keizerin gekroond. Het huwelijk bezegeld een alliantie tussen de Ottoonse dynastie van het Heilige Roomse Rijk en het Byzantijnse Rijk (ook wel de Tzimiciaanse Vrede genoemd).[3]
- 24 juni - Slag bij Cedynia: De Polanen onder leiding van hertog Mieszko I verslaan de Saksische troepen (ongeveer 3.000 man) in hun bolwerk in Cedynia, met steun van verborgen versterkingen. De strijd, een van de eerste veldslagen vermeld in de Poolse geschiedenis, versterkt Mieszko's invloedssfeer in West-Pommeren (huidige Polen).[4]
- Géza, grootvorst van de Magyaren, wordt de grondlegger voor de macht van de vorsten van Hongarije. Hij bereikt dit door de bereidheid van de Magyaren om zich te laten bekeren tot het christendom.[5]

### Afrika
- Buluggin ibn Ziri, een stamleider van de Sanhaja Berbers, wordt benoemd tot onderkoning van Ifriqiya (huidige Tunesië). Hij wordt de stichter en de eerste heerser (emir) van de Ziridische dynastie.[6]

### Religie
- 6 september - Paus Johannes XIII overlijdt in Rome na een pontificaat van 7 jaar. Hij wordt opgevolgd door Benedictus VI als de 134e paus van de Katholieke Kerk.[7]
- Het klooster op de plaats van de kathedraal van Peterborough wordt herbouwd door Dunstan, aartsbisschop van Canterbury.[8]
- Eerste schriftelijke vermelding van de Zwitserse stad Schwyz (gelegen bij het Meer van Luzern).

## Geboren
- 27 maart - Robert II ("de Vrome"), koning van Frankrijk (overleden 1031)
- Fulco III, Frankisch grondlegger van het Huis van Anjou (overleden 1040)
- Raymond Borrell, graaf van Barcelona, Girona en Osona (overleden 1017)

## Overleden
- 15 juli - Boleslav I ("de Verschrikkelijke"), hertog van Bohemen (r. 929 - 972)
- 6 september - Johannes XIII, paus van de Katholieke Kerk (r. 965 - 972)
- 23 september - Michael van Regensburg, Duits bisschop (r. 942 - 972)
- Liutprand van Cremona, Lombardijns historicus en bisschop (r. 962 - 972)
- Svjatoslav I (Igorevich), grootvorst van het Kievse Rijk (r. 962 - 972)